# 大平志げ子
大平 志げ子（おおひら しげこ、1916年（大正5年）11月20日 - 1990年（平成2年）5月31日）は、日本の68・69代内閣総理大臣である大平正芳の妻。東京府出身。

## 経歴
三木証券創立者である鈴木三樹之助の二女として生まれる。桜蔭女学校を卒業。1937年（昭和12年）4月15日に大蔵省に入省したばかりの大平正芳と見合いで結婚。夫と共にクリスチャンであった。
1952年（昭和27年）に夫・正芳が衆議院議員に当選し代議士の妻となる。また1978年（昭和53年）12月7日には正芳が内閣総理大臣に就任し、志げ子もファーストレディとして活動する。しかし、夫・正芳が1980年（昭和55年）6月12日の総理任期中に急死し、志げ子は未亡人となる。
1990年（平成2年）5月31日、呼吸不全のため死去。